# الشعيب (فرع العدين)

تعديل مصدري - تعديل

الشعيب هي إحدى قرى عزلة العاقبة بمديرية فرع العدين التابعة لمحافظة إب، بلغ تعداد سكانها 700 نسمة حسب تعداد اليمن لعام 2004.